# The Goddess of Lost Lake
The Goddess of Lost Lake è un film muto del 1918 diretto da Wallace Worsley.

## Trama

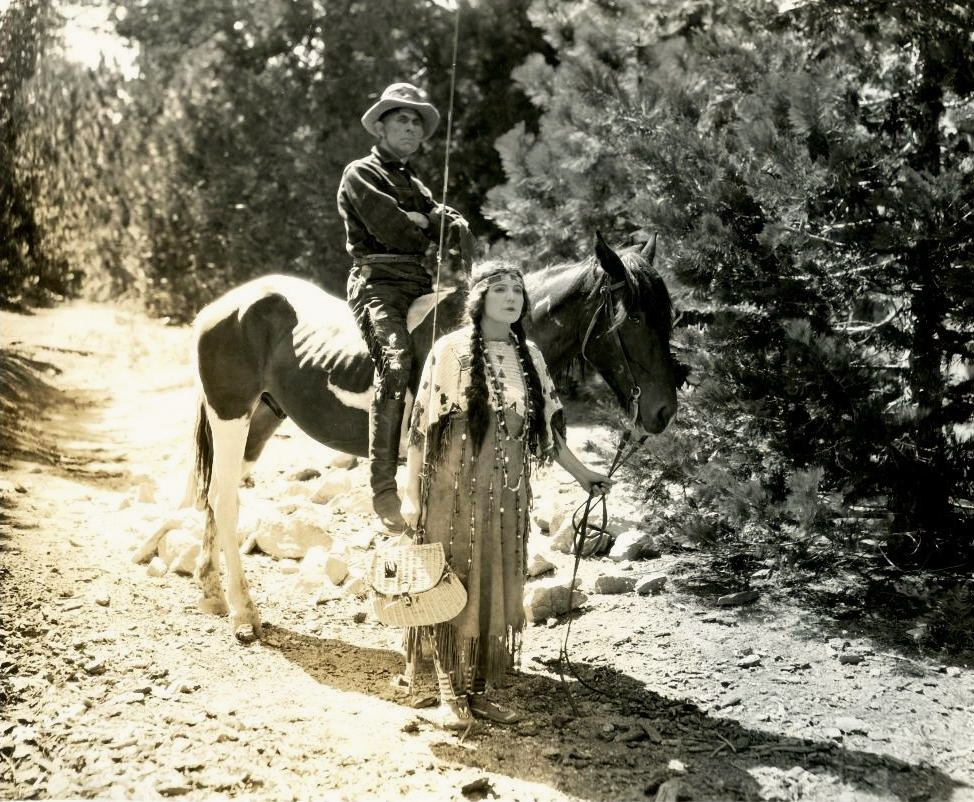
Frank Lanning e Louise Glaum

## Produzione
Il film fu prodotto da Robert Brunton e da Louise Glaum (il cui nome, come produttrice, non appare nei titoli), per la sua compagnia, la Louise Glaum Organization, associata alla Robert Brunton Productions. Le scene in esterni furono girate al Big Bear Lake e al Pinecrest Resort nelle San Bernardino Mountains.

## Distribuzione
Il film uscì nelle sale cinematografiche USA il 14 ottobre 1918, distribuito dalla W.W. Hodkinson.